# Бурата-Сала
Бурата-Сала — река в Калмыкии. Длина — 54,9 км, площадь водосбора — 324 км². Относится к Западно-Каспийскому бассейновому округу. Протекает по территории Приютненского, Целинного, Ики-Бурульского и Яшкульского районов Калмыкии.

## Этимология
Река названа по балке, в которой протекает (Бурата-Сала). Название реки можно перевести с калмыцкого языка как лозовая балка (калм. Бурата — творит. падеж от калм. бура — лоза; прут; трость).

## Физико-географическая характеристика
Река Бурата-Сала берёт начало в пределах Ергенинской возвышенности чуть выше посёлка Бурата. Высота истока — ≈ 150 м. Течёт преимущественно с запада на восток, немного отклоняясь на юго-восток. Сливаясь с рекой Шарын-Сала, образует реку Улан-Зуха. Высота устья — ≈ 25 м.
Как и других рек бессточной области Западно-Каспийского бассейна, основная роль в формировании стока реки Бурата-Сала принадлежит осадкам, выпадающим в холодную часть года. Вследствие значительно испарения в весенне-летний период роль дождевого питания невелика. Как правило, весь сток проходит весной в течение 30 - 50 дней, иногда этот срок сокращается до 10 дней. 
Среднегодовой расход воды - 0,05 м³/с. Объём годового стока - 1,53 млн. м³.
Вода реки оценивается как сильно солоноватая, не пригодная для хозяйственно-бытового использования.

## Источник
- Атлас Республики Калмыкия, ФГУП «Северо-Кавказское аэрогеодезическое предприятие», Пятигорск, 2010 г., стр. 118